# Les Testaments trahis
Les Testaments trahis est un recueil d'essais de Milan Kundera directement écrit en français.

## Thèmes
L’art romanesque est le thème principal du livre : l’esprit de l’humour dont il est né, ses liens avec la musique, et ce que Kundera nomme la sagesse existentielle du roman.
C’est sous l’éclairage de cette « sagesse du roman » que l'auteur examine les grandes questions de notre époque : les procès moraux intentés contre l’art du siècle passé, le temps qui passe, l’indiscrétion préfigurant la fin de l’individualisme, la force des dernières intentions d’un mort, les testaments trahis.